# Bematistes carpenteri
Bematistes carpenteri är en fjärilsart som beskrevs av Le Doux 1937. Bematistes carpenteri ingår i släktet Bematistes och familjen praktfjärilar. Inga underarter finns listade i Catalogue of Life.